# GAY.tv
Về kênh truyền hình khác tại Anh, xem GAYtv.
GAY.tv là kênh truyền hình đầu tiên và duy nhất tại Ý lần đầu tiên phát sóng năm 2002 với nộ dung về LGBT. Nhưng vì doanh thu thấp nên kênh đã ngưng phát sóng vào ngày 18 tháng 12 năm 2008.

## Một số nhân vật
- Alessandro Cecchi Paone
- Pierluigi Diaco
- Diego Passoni
- Mattia Boschetti
- Luca Zanforlin
- La Pina
- Andrea Mingardo
- Fabio Canino
- Katamashi
- Samuel Franzese